# 유엔 총회 결의 제217호 (III)
유엔 총회 결의안 217A가 1948년 12월 10일 세계 인권 선언을 비준하기 위해 같은 날 채택되었다.
이 결의안은 당시 58개 유엔 회원국 중 다수(48개국)에 의해 채택되었으나, 8개국은 기권표를 던졌고, 온두라스 공화국과 예멘 무타와킬 왕국은 투표하지 않았다.

## 투표 결과
투표 결과는 다음과 같다.
| 찬성                  | 기권                                |
| 아프가니스탄 왕국     | 벨로루시 소비에트 사회주의 공화국   |
| 아르헨티나            | 체코슬로바키아 사회주의 공화국      |
| 오스트레일리아        | 폴란드 인민 공화국                  |
| 벨기에                | 사우디아라비아                      |
| 볼리비아              | 우크라이나 소비에트 사회주의 공화국 |
| 브라질                | 남아프리카공화국                    |
| 버마                  | 소련                                |
| 캐나다                | 유고슬라비아                        |
| 칠레                  |                                     |
| 중화민국              |                                     |
| 콜롬비아              |                                     |
| 코스타리카            |                                     |
| 쿠바 공화국           |                                     |
| 덴마크                |                                     |
| 도미니카 공화국       |                                     |
| 에콰도르              |                                     |
| 이집트                |                                     |
| 엘살바도르            |                                     |
| 에티오피아            |                                     |
| 프랑스                |                                     |
| 그리스                |                                     |
| 과테말라              |                                     |
| 아이티 공화국         |                                     |
| 아이슬란드            |                                     |
| 인도                  |                                     |
| 팔라비 제국 (현 이란) |                                     |
| 이라크 왕국           |                                     |
| 레바논                |                                     |
| 라이베리아            |                                     |
| 룩셈부르크            |                                     |
| 멕시코                |                                     |
| 네덜란드              |                                     |
| 뉴질랜드              |                                     |
| 니카라과              |                                     |
| 노르웨이              |                                     |
| 파키스탄              |                                     |
| 파나마                |                                     |
| 파라과이              |                                     |
| 페루                  |                                     |
| 필리핀                |                                     |
| 시암 (현 태국)        |                                     |
| 스웨덴                |                                     |
| 시리아                |                                     |
| 튀르키예              |                                     |
| 영국                  |                                     |
| 미국                  |                                     |
| 우루과이              |                                     |
| 베네수엘라            |                                     |

## 같이 보기
- 유엔 총회 결의
- 세계 인권 선언